# مجال قابلية التطبيق
 مجال قابلية التطبيق
يُعرَّف مجال قابلية التطبيق على أنه أنواع المواد الكيميائية التي يمكن اختبارها.
إن مجال التطبيق (AD) لكل من علم الكيمياء والآلات في نموذج QSAR يعبر عن المجال الفيزيائي أو الكيميائي المستخدم في العلوم والهندسة الكيميائية والبيولوجية التي تم التدريب عليها وتطبيقها من أجل وضع تنبؤات لمركبات جديدة.
يعتبر الهدف من (AD) تحديد ما إذا كانت افتراضات النموذج قد تم تحقيقها، بالإضافة إلى تحديد قابلية المواد الكيميائية للتطبيق، وتعتبر هذه العملية عملية استيفاء (أي اظهار النتائج داخل النطاق التي تم توقعه) وليست عملية الاستقراء (التي تظهر نتائج من خارج النطاق التي تم توقعه).
حتى الآن، لا توجد خوارزمية عامة أو ثابتة لتحديد AD لكن هناك طريقة منظمة إلى حد ما لتحديد مناطق الاستيفاء.
تتضمن هذه العملية إزالة القيم المتطرفة أو الأبعد عن الدقة وأخذ العينات الأكثر دقةً.
هناك طريقة أخرى مستخدمة على نطاق واسع وهي تعتمد على حساب تأثير القيم القطرية لمصفوفة القبعة (التي تُستخدم لاكتشاف القيم المتطرفة في المجال المتغير) لنمذجة الرموز الجزيئية.
لقد حددت دراسة معيارية حديثة الانحراف المعياري للعديد من خوارزميات AD باعتبارها واحدة من الطرق التي يمكن الوثوق بها.
للتحقق من AD لمجموعة من المواد الكيميائية، يمكن للفرد تحليل خصائص الرمز متعدد المتغيرات للمركبات الكيميائية التي يتم التدريب عليها أو عن طريق مقاييس التشابه والمسافة. عند استخدام تلك المقاييس، يجب توخي الحذر وعدم استخدام قوة موجهة أو مساحة متعامدة وكبيرة. يمكن تحقيق ذلك من خلال وسائل مختلفة لاختيار الخاصية المناسبة وتحليل المكونات الرئيسية لها بشكل متتالي.